# 京極高数
京極 高数（きょうごく たかかず）は、室町時代中期の武将・守護大名。室町幕府侍所頭人兼山城国守護、出雲国・隠岐国・飛騨国守護。

## 生涯
京極高詮の次男として誕生した。
応永18年（1411年）、飛騨の国司姉小路尹綱（あねがこうじ ただつな）が幕府に背いた飛騨の乱が起きると、幕府軍の総大将に任命され、越前国の朝倉氏・甲斐氏、信濃国の小笠原持長らと共に5千余りの兵を率いて鎮圧している。応永28年（1421年）から正長元年（1428年）まで侍所頭人と山城守護も務めた。
応永20年（1413年）に兄の高光が亡くなり甥の持高が跡を継ぐが、持高も永享11年（1439年）に子を残さないまま亡くなる。『薩戎記』はこの後に高数が家督を継いだとしているが、高数を当主には含めない史料も多い。
嘉吉元年（1441年）6月24日、赤松満祐が開いた酒宴に6代将軍・足利義教、諸大名・公家らと共に招かれ、宴の最中に義教が赤松氏の家臣により殺害される（嘉吉の変）。管領である細川持之をはじめ多くの諸大名が逃げ出す中で、高数はその場に残って戦い、討たれた。
京極宗家の家督は持高の弟の持清が継いだ。高数には子がおり、足利義教から偏諱（「教」の字）の授与を受けた長男の教久（のりひさ）は別家し（＝京極加州家）、次男の高忠は多賀氏の家督を継いだ。